# Tag der Briefmarke (Berlin)
Tag der Briefmarke war eine Sonderpostwertzeichen-Serie der Deutschen Bundespost Berlin und wurde in unregelmäßigen Abständen ausgegeben. Insgesamt sind sieben verschiedene Motive erschienen, fünf davon mit einem Zuschlag zugunsten der Philatelie.
Die Ausgabe zum Tag der Briefmarke wird von den Nachfolgern der Deutschen Bundespost Berlin bis heute fortgesetzt, siehe: Tag der Briefmarke (Deutschland).

## Liste der Ausgaben und Motive
Legende
- Bild: Eine bearbeitete Abbildung der genannten Marke. Das Verhältnis der Größe der Briefmarken zueinander ist in diesem Artikel annähernd maßstabsgerecht dargestellt. Sollten keine Marken abgebildet sein, liegt es daran, dass das Urheberrecht des Künstlers noch nicht erloschen ist.
- Beschreibung: Eine Kurzbeschreibung des Motivs und/oder des Ausgabegrundes. Bei ausgegebenen Serien oder Blocks werden die zusammengehörigen Beschreibungen mit einer Markierung versehen eingerückt.
- Wert: Der Frankaturwert der einzelnen Marke in Pfennig. Ein „+“ bedeutet, dass es sich um eine Zuschlagsmarke handelt (= Frankaturwert + Spende).
- Ausgabedatum: Das Datum des erstmaligen Verkaufs dieser Briefmarke.
- Gültig bis: Das Datum, an dem die Gültigkeit endete.
- Auflage: Soweit bekannt, wird hier die zum Verkauf angebotene Anzahl dieser Ausgabe angegeben.
- Entwurf: Soweit bekannt, wird hier angegeben, von wem der Entwurf dieser Marke stammt.
- Mi.-Nr.: Diese Briefmarke wird im Michel-Katalog unter der entsprechenden Nummer gelistet.

| Bild | Beschreibung                                                                  | Werte in Pfennig | Ausgabe- datum   | gültig bis        | Auflage    | Entwurf      | Mi.-Nr. |
|      | Kinder mit Lupe vor Briefmarkenalbum und Weltglobus                           | 10+3             | 7. Oktober 1951  | 31. Dezember 1954 | 514.000    | Leon Schnell | 80      |
|      | Kinder mit Lupe vor Briefmarkenalbum und Weltglobus                           | 20+2             | 7. Oktober 1951  | 31. Dezember 1954 | 506.000    | Leon Schnell | 81      |
|      | Nationale Briefmarkenausstellung 1954 Berlin Preußischer Postillon um 1827    | 20+10            | 4. August 1954   | 31. Dezember 1955 | 500.000    | unbekannt    | 120     |
|      | Preußischer Feldpostillon, um 1760                                            | 25+10            | 27. Oktober 1955 | 31. Dezember 1956 | 750.000    | Goldammer    | 131     |
|      | Brandenburgischer Postreiter um 1700                                          | 25+10            | 26. Oktober 1956 | 31. Dezember 1958 | 1.500.000  | Helmcke      | 158     |
|      | Briefmarkenausstellung Bephila in Berlin Postillon der Reichspost             | 20               | 23. Oktober 1957 | 31. Dezember 1959 | 2.500.000  | Goldammer    | 176     |
|      | Farbwerk, Druckzylinder und Papierbahn einer Stichtiefdruck-Rotationsmaschine | 20               | 20. Oktober 1972 | 31. Dezember 1991 | 24.950.000 | Finke        | 439     |